# Viscount Hewart

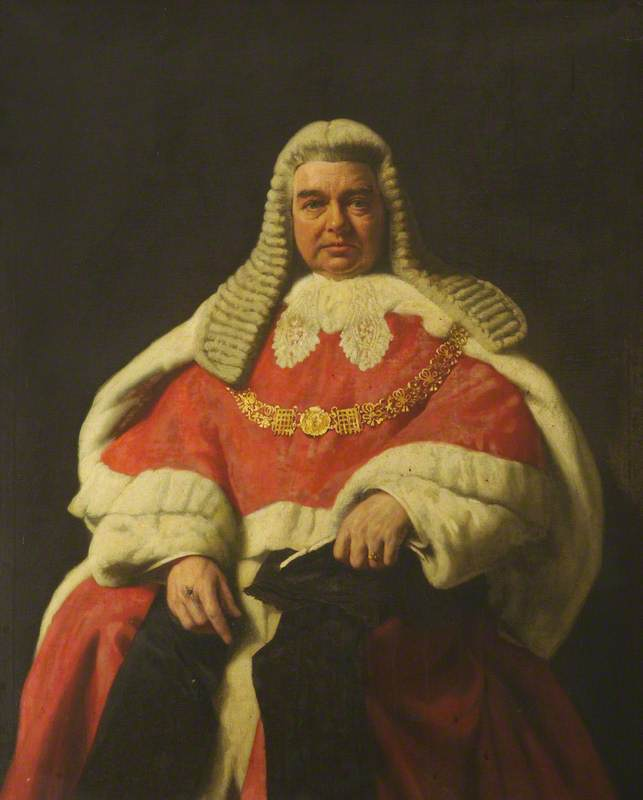
Hewart als Lord Chief Justice

Viscount Hewart, of Bury in the County of Lancaster, war ein erblicher britischer Adelstitel in der Peerage of the United Kingdom. 

## Verleihung
Der Titel wurde am 28. Oktober 1940 für den Juristen und Politiker Gordon Hewart, 1. Baron Hewart geschaffen, anlässlich seines Ausscheidens aus dem Amt des Lord Chief Justice. Bereits am 24. März 1922 war ihm der fortan nachgeordnete Titel Baron Hewart, of Bury in the County of Lancaster, verliehen worden.
Beide Titel erloschen beim Tod seines Sohnes, des 2. Viscounts, 1964.

## Liste der Viscounts Hewart (1940)
- Gordon Hewart, 1. Viscount Hewart (1870–1943)
- Hugh Hewart, 2. Viscount Hewart (1896–1964)